# ゴー・レット・イット・アウト!
「ゴー・レット・イット・アウト!」（原題：Go Let It Out）は、2000年にオアシスが発表した楽曲、及び同曲を収録したシングル。通算16枚目のシングル。

## 概要
ノエル・ギャラガーの作詞･作曲。通算4枚目のオリジナル・アルバム『スタンディング・オン・ザ・ショルダー・オブ・ジャイアンツ』からのシングル・カット。
日本盤CDは、アルバムにカップリング曲「レッツ・オール・メイク・ビリーヴ」がボーナス・トラックとして収録されたため、英国盤CDとは内容が異なる。
なお、タイトル曲に感嘆符がついているのは日本盤だけである。

## 収録曲
- 英国盤CD RKIDSCD 001
  1. ゴー・レット・イット・アウト！ - Go Let It Out - 4:41
  2. レッツ・オール・メイク・ビリーヴ - Let's All Make Believe - 3:53
  3. （アズ・ロング・アズ・ゼイヴ・ガット）シガレッツ・イン・ヘル  - (As Long As They've Got) Cigarettes In Hell - 4:21

- 7インチアナログRKID 001
  1. ゴー・レット・イット・アウト！ - Go Let It Out - 4:41
  2. レッツ・オール・メイク・ビリーヴ - Let's All Make Believe - 3:53

- 12インチアナログRKID 001T
  1. ゴー・レット・イット・アウト！ - Go Let It Out - 4:41
  2. レッツ・オール・メイク・ビリーヴ - Let's All Make Believe - 3:53
  3. （アズ・ロング・アズ・ゼイヴ・ガット）シガレッツ・イン・ヘル  - (As Long As They've Got) Cigarettes In Hell - 4:21

- カセットテープ RKIDCS 001
  1. ゴー・レット・イット・アウト！ - Go Let It Out - 4:41
  2. レッツ・オール・メイク・ビリーヴ - Let's All Make Believe - 3:53

- 日本盤CD ESCA-8114
  1. ゴー・レット・イット・アウト！ - Go Let It Out - 4:41
  2. （アズ・ロング・アズ・ゼイヴ・ガット）シガレッツ・イン・ヘル  - (As Long As They've Got) Cigarettes In Hell - 4:21
  3. ヘルター・スケルター - Helter Skelter -